# Timbres de l'État de Bolívar

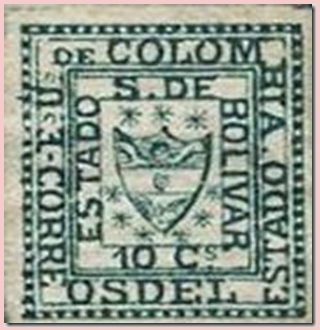
Un timbre de Bolívar de l'année 1863

Les trois premiers timbres-poste de l'État souverain de Bolívar, aux États-Unis de Colombie (aujourd'hui la Colombie), sont réputés les plus petits timbres-poste de l'histoire philatélique avec une surface de 1,20 cm².
Chaque timbre représente de minuscules armoiries de cet État, devenu département en 1886, et autour, suivant deux carrés concentriques les mentions légales. Trois timbres sont émis entre 1863 et 1866 : 10 centavos vert, 10 centavos rouge et 1 peso rouge. Deux types existent : selon la dénomination du catalogue Yvert et Tellier, le type I a six étoiles entre les armoiries et la valeur faciale, le type II cinq.
Les deux types de 10 centavos vert ont la cote la plus forte de la collection de Bolívar.
Ils sont émis entre 1863 et 1866 et sont les premiers timbres de cet État qui en a émis 81 pour sa poste locale jusqu'en 1904 ; ils ne peuvent servir qu'à l'intérieur de Bolívar. Les émissions suivantes, à partir de 1873, utilisent des dimensions plus habituelles et les motifs suivants : armoiries de 1873 à 1878, puis effigies de Simón Bolívar de 1879 à 1903, et enfin effigies et bustes de six autres personnalités.

## Source
- Pour la surface : Timbroloisirs n°28, 15 mai-15 juin 1991.